# Spider-Man: Turn Off the Dark
Spider-Man: Turn Off the Dark ist ein Rock-Musical nach der Musik von Bono und The Edge von U2. Es hatte am 14. Juni 2011 am  New Yorker Broadway Premiere. Mit Kosten in Höhe von rund 70 Millionen US-Dollar ist es das teuerste Musical, das jemals am Broadway aufgeführt wurde. Es wurde im Foxwoods-Theater gespielt. Die Spieldauer beträgt fast drei Stunden.
Die Handlung folgt dem Comic Spider-Man von Marvel-Comics. Bereits 2002 wurde publik, dass Tony Adams ein Musical plante. Am 20. Oktober 2005 unterschrieb Bono den Vertrag. Wenige Tage darauf starb Adams.
Das Musical wirkt durch spektakuläre Stunts: Kämpfe zwischen dem Superhelden und seinem Gegenspieler Grüner Kobold finden im Luftraum über den Zuschauern im Parkett statt. Die Stunts waren auch der Grund, wieso es in der Probenphase zu mehreren Verletzungen von Darstellern kam.
Die Premiere wurde sechsmal verschoben. Sie fand am 14. Juni 2011 in Gegenwart zahlreicher Prominenter statt: Expräsident Bill Clinton und seine Tochter Chelsea, Komponist Andrew Lloyd Webber und Tennislegende John McEnroe, Fernsehmoderatorin Barbara Walters, Regisseur Spike Lee sowie die Schauspieler Matt Damon, Steve Martin, Liam Neeson und Vanessa Redgrave waren im Publikum. Das Musical erlebte bis Juni 2011 über 180 meist ausverkaufte Voraufführungen, obwohl die Kritiken überwiegend schlecht waren und die Zuschauer den vollen Preis zu entrichten hatten.
Im Dezember 2013 wurde bekannt, dass das Musical nur noch bis Januar 2014 in New York laufen würde. Die letzte von insgesamt 1066 regulären Aufführungen fand am 4. Januar 2014 statt. Angedacht war aber eine künftige Inszenierung in Las Vegas.